# Лутайка (Лубенський район)
Лута́йка — село в Україні, у Лубенському районі Полтавської області. Населення становить 254 осіб. Входить до складу Гребінківської міської громади.

## Географія
Село Лутайка знаходиться на лівому березі річки Гнила Оржиця, вище за течією на відстані 1 км розташоване село Короваї, нижче за течією на відстані 1,5 км розташоване місто Гребінка, на протилежному березі — села Польове та Слободо-Петрівка. Біля села кілька загат.

## Історія
Про давність існування поселення Лутайка свідчить випис із «купчей крепости», яку наводить Лубенський історик М. Г. Астряб в своїй праці «Стара Полтавщина і столітня тяжба Марковичів зі Свічками та Пасютами (1720—1827 р.р.)» («Труди Полтавської вченої комісії» 1912 р., вип. VIII); предок Пасют Філон Бородач в 1670 р. у Фросини Лободівни Захаріашової купив хутір з полем, лісом і сінокосами на р. Сирій Оржиці поблизу Короваїв.
Другий цікавий запис, який стосується історії села, мається в духовному заповіті Лубенського полковника Леонтія Свічки 1699 р., зробленому ним напередодні свого сконання: «Млини на гребле Оржицкой Короваевской, нашим коштом занятой, якие позволили пану Хведору (Ярмоленку) хоружему полковому и Василю Лутаю построити целе (все) имененным (вищеназваним; а вище йшла мова про синів полковника — Василя, Лук'яна та Івана — Примітка автора) господарям со всеми пожитками непременно, яко власнне наши».
Тобто появився господар другої частини тих земель — греблі. Ним був Леонтій Свічка, який дозволив указаним особам улаштувати там водяні млини і на якихось умовах користуватися ними. Мабуть, мірошником був Василь Лутай, млини якого користувались великим попитом в околиці, оскільки поблизу в той час не було водяних млинів. Тому невдовзі ця гребля стала називатися «Лутаєвою греблею», а хутір став називатися хутором біля Лутаєвої греблі.
Перед видачею «купчей крепости» на Короваї Лук'ян Леонтійович Свічка, який добровільно не хотів давати її, був звинувачений церковниками Пирятинської церкви в крадіжці грошей з церковної скарбниці, за що він був заарештований і добу сидів під арештом у онука Філона Бородача козака Пасюти Івана Ілліча (який тоді жив у Пирятині і був церковним старостою в Пирятинській церкві), а потім був супроводжувальний до Лубенського полковника Марковича Андрія. Можливо, що за послугу в цій справі Іван Ілліч Пасюта одержав посаду отамана Пирятинської сотні.
Якщо Андрій Маркович і Іван Пасюта жили мирно, були «взаємно ввічливими», робили послуги один одному, то їх нащадкам — онукові А.Марковича Іванові Семеновичу і синові Івана Пасюти Михайлові Івановичу — довелося судитися. Починаючи з 1753 р. Михайло Пасюта скаржився в Лубенську полкову канцелярію на грабіжницькі напади Івана Семеновича Марковича, який проживав в Короваях.
20.07.1753 року Маркович І. С. (чи його люди) забрали в Пасютинського пастуха кобилу; в грудні 1755 року Марковичеві люди майже до смерті прибили Пасютинського пастуха і забрали в нього 30 голів скоту, 8 робочих волів з ярмами і плугом, 19 коней; пізніше Маркович дещо повернув, але не все; 2 травня 1757 року Маркович забрав іще 4 волів, один віз, 7 ярем, 3-х свиней. М.Пасюта просив у Лубенській полковій канцелярії і в полковому суді захистити його від грабежів Марковича.
Ті робили вигляд, що намагаються покласти край грабіжницьким нападам Марковича, але останній продовжував робити своє. Він орав землю Пасюти під самим двором його, садив баштан на його городі, косив сіно на його сінокосі, випасував траву своїм скотом.
11.06.1761 року Маркович викрав з Пасютинського пасовища 7 кобил з лошатами, 3-х жеребців і одного коня. У відповідь на скарги Пасюти 30 червня 1765 року Генеральний Малоросійський суд виніс рішення про повернення йому Маркевичем награбованого майна з грошовою компенсацією за заподіяні збитки. Михайло Пасюта залишився задоволеним цим рішенням суду, а І. С. Маркович заявив, що буде подавати апеляцію. З подачею апеляції він не поспішав, а затягував час.
В серпні 1776 року Михайло Пасюта, ставши слабим і не домігшись виконання рішення Генерального суду, видає доручення на ведення судових справ своєму синові Захарієві Михайловичу, який, мабуть із прагнення домогтися справедливого їх вирішення, став чиновником Генерального суду.
1783 року справу розглянула Малоросійська колегія, рішенням якої залишився незадоволеним Маркович: він подав скаргу в урядовий Сенат в Петербурзі. В 1784 року помер Михайло Пасюта, а в 1790 не стало його кривдника Івана Семеновича Марковича. Урядовий Сенат в 1791 році повернув справу в Малоросійську колегію «к исполнению на основаним ее решения».
В 1795 році помер Захарій Пасюта, його дружина, уже будучи в шлюбі з другим чоловіком, в 1797 році продала Лутайську маєтність Петрові Олексійовичу Свічці. Млинами на Лутаєвій греблі в 1787 році володіли полковий обозний Федір Родзянко і сотник Петро Самойлович, у подальшому вони перейшли у володіння Петра Свічки.
Таким чином, у кінці XVIII століття вся маєтність Лутайська належала Свічкам. Це сталося завдяки зусиллям Петра Олексійовича. Свічки, який помер в 1802 році, і новими господарями усіх маєтностей Свічок стали його сини Микала та Яків. Вони жили «на широку ногу», залізли у великі борги. В період 1815—1826 р.р. проводився інтенсивний розпродаж Свічковських маєтностей за борги. Лутайська маєтність теж була продана.
Одна частина хутора Лутайського і його земель була куплена майором Олександром Андрійовичем Санковським, учасником закордонного походу російських військ 1813—1815 р.р. проти Наполеона, у якому він командував 5-м полком Полтавського ополчення (А його батько Андрій Санковський був в свій час особистим лікарем Новоросійського генерал-губернатора Г. О. Потьомкіна, після смерті якого вій купив х. Скочак, де і оселився з сім'єю).
До речі, колишній власник Лутайки Микола Петрович Свічка теж брав участь в закордонному поході проти Наполееона і командував 6-м полком Полтавського ополчення.
Другу частину х. Лутайки і її земель купив поручик Єгор (Георгій) Іванович Ходолій (Худолій), і ця частина хутора стала називатися Худоліївщиною. Після смерті Єгора (Георгія) Худолія (1839 р.) маєтністю Худоліївщинською володіла його дружина Надія Олександрівна, а документи на викуп землі селянам, складені в 1864 році, підписували уже діти: син Іван Георгійович Худолій і дочка Наталія Георгіївна.
В Худоліївщині напередодні реформи 1861 року мешкало селян чоловічої статі — 33 душі, двірні не було. Вони користувалися землею в розмірі 19 десятин 1035 кв.саж. (1 д 2235 кв. саж присадибної та 17, дес. польової), що становило 1413 кв.саж. на одну душу чоловічої статі. Це було менше мінімального подушного наділу, тому селянам було прирізано від поміщицької землі іще 27,5 десятин польової землі.
В х. Лутайці (так ми називаємо ту частину хутора, яку купив О. Санковський) договір на викуп землі між селянами і поміщиком колезьким радником Дмитром Олександровичем Санковським (його батько Олександр Андрійович помер в 1837 році) був складений в 1862 році. В той час в хуторі налічувалося населення чоловічої статі 47 душ селян і 7 душ двірні.
Мали права на земельні наділи 49 душ (47 д. селян і 2 д. двірні). Селяни до реформи користувались поміщицькою землею (відробляючи за це панщину): присадибною загальною кількістю 4 дес. 2011 кв. саж. і польовою — 77 дес.; вигін в розмірі 4 дес. в розрахунок не приймався, тому що був у загальному користуванні поміщика і селян.
Оскільки землі, якою користувались селяни хутора до реформи, припадало по 1 дес. 1608 кв. саж. на одну душу чоловічої статі, що було більше мінімального і менше максимального наділів; установлених законом на викуп землі, то за селянами залишалась вся кількість землі без змін. Селяни хутора не мали своїх млинів, тому поміщик Дм. О. Санковський подарував на всіх членів селянської громади вітряк, який стояв на вигоні, навпроти господарських будівель поміщика.
Пізніше, в 1865 році після смерті Дм. О. Санковського, маєтність х. Лутайки була куплена капітаном Бесідовським (Бейсудовським) Григорієм Костянтиновичем і в 1885 році були складені додаткові умови викупу, за якими селянам прилучалось землі, загальна кількість якої тепер становила 90 дес. 319 саж. (присадибної — 6 д. 1922 кв. саж; польової — 80,5 дес.; вигону, який також був розділений між поміщиком і селянами 2 д. 1997 кв.саж).
До реформи 1861 р. і деякий час після реформи хутір Худоліївщина називався також х. Котівщиною. В 1880-х роках х. Лутайка називався Лутайкою — першою, а х. Худоліївщина (Котівщина) — Лутайкою- другою.
У володаря Лутайки першої капітана Бесідовського в 1880-х роках склалось нелегке сімейне становище. В 1884 році померла його дружина Марія Йосипівна (до шлюбу Корсак), володарка х. Корсаківщина (а нині — село Бесідовщина). У них було 6 дочок (синів не було), дві з них видані в шлюб ще за життя Марії Йосипівни. Чотири дочки залишались на піклуванні батька, якому треба було турбуватись про їхню освіту і про шлюю з підготовкою посагу і т. ін.
Мабуть, це і заставить Г. К. Бесідовського продати свою маєтність в Лутайці- першій (з часом ці обставини, мабуть, не покращувались, вони привели його до крайнього рішення — в 1905 році він застрелився). Несприятливі обставини, мабуть, виникли і в господарів Лутайки — другої.
Обидві ці маєтності в 1890-х роках (а може й раніше) були куплені володарем с. Майорщини статським радником Михайлом Леонтійовичем Гербаневським, який часто був гласним (депутатом) повітових земських зборів, мировим суддею, земським начальником. За спогадами М.Стороженка він добре справлявся з роботою на цих посадах. Він був хорошим господарем, виконуючи обов'язки земського начальника повіту (ця посада ідентична нинішній посаді голови райвиконкому чи голови райдержадміністрації).
В 1898 році М. Л. Гербаневський помер, і в 1901 році маєтність х. Лутайки (540 дес. землі) була записана за його дітьми: Левом, Анатолієм, Валерієм, Ольгою і Катериною Михайловичами. М. Стороженко писав про цих останніх володарів Лутайської маєтності та їх долі:
«Лев, закінчивши курс Київського корпусу та послуживши якийсь час у стрільцях, осів у Майорщині та щиро взявся за батьківське господарство аж до часу більшовицького режиму, коли він кинув Майорщину та й безвісти пропав. Анатолій збудував нову оселю в Лутайці під Городищем, оженився на дочці земського лікаря Анатолія Павловича Лєбова, мав дітей та вмер молодим. Валерій був військовий старшина, то його й було вбито на війні, проте тіло його знайшов брат Лев та й поховав на цвинтарі Городищенської церкви. Катерина вмерла дівкою, а Ольга вийшла заміж року 1920 в Одесі за лікаря. І Лев, і Анатолій були якийсь час гласними».
В 1916 році Анатолій Михайлович Гербаневський записаний єдиним господарем Лутайки. Не зважаючи на те, що маєтності обох хуторів Лутайки були об'єднані в єдине господарство, у матеріалах переписів населення 1910 і 1926 р.р. х. Лутайка і х. Худоліївщина записані окремо.
І лише за переписом 1939 року Лутайка не поділена на два хутори — вона записана одним селом Лутайка.
Перша школа в Лутайці була відкрита в 1915 р., як однокомплектна. Будівництво приміщення для школи розпочалося в 1910 р. і передбачалося закінчити його за один рік. Будинок — цегляний, у якому повинен бути один клас і квартира для вчителя. Вартість будівництва — 8000 крб., гроші виділяло Пирятинське земство. Через скруту з грошима в земстві будівництво затяглося.
В 1911 і 1912 роках гроші на будівництво школи в сумі 5000 крб. пожертвував власник Лутайської маєтності Анатолій Михайлович Гербаневський. В 1915 році будівництво школи було закінчено. Пізніше, мабуть, уже після революції квартира для вчителя була переобладнана на другу класну кімнату. До війни тут була початкова школа.

## Економіка
- ТОВ «ТЦЗ».

## Об'єкти соціальної сфери
- Школа I ст.